# Walk the Line
Pour les articles homonymes, voir Walk the Line (chanson) et I Walk the Line.
Pour plus de détails, voir Fiche technique et Distribution.
Walk the Line est un film germano-américain réalisé par James Mangold et sorti en 2005. Il s'agit d'un film biographique sur le chanteur Johnny Cash.

## Synopsis
En 1944, le jeune Johnny Cash vit avec ses parents, son frère et ses deux sœurs près d'une ferme de coton à Dyess, Arkansas. Johnny écoute constamment de la musique à la radio, au grand désapprobation de son père Ray. Un jour, Johnny part pêcher, mais son père le repère pour s'être éloigné. Il ramène son fils à la maison et découvre que son frère Jack a été brutalement blessé lors d'un accident de scierie et décède. Après les funérailles de Jack, Ray, bouleversé, pète les plombs et se lance dans une violente crise, rendant Johnny responsable de la mort de Jack et affirmant que le diable a pris le mauvais fils.
En 1950, Johnny s'engage dans l'armée de l'air. Il est stationné en Allemagne et achète une guitare acoustique, avec l'ambition de devenir chanteur et auteur-compositeur.
En 1954, Johnny est renvoyé de l'armée de l'air pour insubordination et épouse sa petite amie Vivian Liberto. Les deux s'installent à Memphis, dans le Tennessee, où Johnny trouve un emploi de vendeur à domicile, mais les choses ne se passent pas comme prévu. Lorsqu'il passe devant un studio d'enregistrement, il rentre chez lui pour former un groupe. Johnny et son groupe auditionnent en studio avec une chanson écrite par Johnny, qui préfigure toute une nouvelle génération de musique.
En tournée, Johnny rencontre June Carter, une autre chanteuse et compositrice. Johnny se lie d'amitié avec June et les deux développent un sentiment romantique l'un envers l'autre, bien que Johnny soit déjà marié. Au fur et à mesure que la tournée avance, Johnny commence à abuser de la drogue et de l'alcool. Après qu'une représentation tourne mal, la tournée s'arrête et Johnny sort de nouvelles chansons.
Vivian commence déjà à devenir impatiente et jalouse envers Johnny pour être parti si longtemps et passer du temps de qualité avec June. Avant un spectacle à Las Vegas, Johnny et June couchent ensemble, mais June voit Johnny prendre des pilules avant de partir. Lors de la représentation suivante, Johnny se comporte de manière erratique et finit par s'évanouir sur scène.
Plus tard, Johnny traverse la frontière mexicaine pour faire passer de la drogue et est arrêté par des agents fédéraux à son retour aux États-Unis. Lorsque Johnny rentre chez lui, Vivian voit Johnny accrocher des photos dans le garage, mais lorsque Johnny tente d'accrocher une photo de June, Vivian le nie. Vivian accuse Johnny d'infidélité et leur mariage échoue.
En 1966, Johnny séjourne chez un autre musicien à Nashville. Johnny tombe sur un domaine à Hendersonville et l'achète, espérant pouvoir se réconcilier avec June. Les parents de Johnny et la famille de June viennent pour un spécial Thanksgiving, où Ray s'excuse auprès de Johnny pour son comportement abusif dans le passé. Après le dîner, la famille de June recommande à Johnny d'aller en cure de désintoxication, ce qui réussit.
Après une représentation dans une prison en Californie, un Johnny rajeuni se lance dans une nouvelle tournée avec June avec un énorme succès. Lors de la représentation suivante, le concert s'arrête brièvement, où Johnny demande à June s'ils veulent se marier, et June accepte, surprenant tout le monde autour.
Quelque temps plus tard, Johnny rentre chez lui en présence de son père. Dans l'épilogue, Johnny et June se sont mariés et ont donné naissance à un fils en 1970. En 2003, June et Johnny sont tous deux décédés.

## Fiche technique
Sauf indication contraire, les informations mentionnées dans cette section peuvent être confirmées par la base de données cinématographiques IMDb,  présente dans la section « Liens externes ».
- Titre original et francophone : Walk the Line
- Réalisation : James Mangold
- Scénario : Gill Dennis et James Mangold, d'après les autobiographies The Man in Black et Cash: An Autobiography, de Johnny Cash et Patrick Carr
- Musique : T-Bone Burnett
- Photographie : Phedon Papamichael
- Montage : Michael McCusker (en)
- Décors : David J. Bomba
- Costumes : Arianne Phillips
- Producteurs : James Keach, Cathy Konrad, Alan C. Blomquist et John Carter Cash
- Société de production : Fox 2000 Pictures
- Distribution : 20th Century Fox
- Budget : 29 000 000 dollars
- Pays de production :  États-Unis,  Allemagne
- Format : Couleur — 35 mm — 2,35:1 — Son : DTS Dolby Digital
- Genre : drame, biographie, musical
- Durée : 136 minutes, 153 minutes (version extended cut)
- Dates de sortie :
  - États-Unis : 4 septembre 2005 (festival de Telluride)
  - États-Unis, Canada : 18 novembre 2005
  - Belgique : 1er février 2006
  - France et Suisse romande : 15 février 2006

## Distribution
- Joaquin Phoenix (VF : Bruno Choël) : Johnny Cash
- Reese Witherspoon (VF : Charlotte Marin) : June Carter
- Ginnifer Goodwin (VF : Céline Mauge) : Vivian Cash
- Robert Patrick (VF : François Siener) : Ray Cash
- Dallas Roberts (VF : Alexis Victor) : Sam Phillips
- Dan John Miller (VF : Ludovic Baugin) : Luther Perkins
- Larry Bagby (VF : Stéphane Roux) : Marshall Grant (en)
- Shelby Lynne (VF : Véronique Borgias) : Carrie Cash
- Tyler Hilton (VF : Rémi Bichet) : Elvis Presley
- Waylon Payne (VF : Damien Ferrette) : Jerry Lee Lewis
- Shooter Jennings (VF : Éric Marchal) : Waylon Jennings
- Sandra Ellis Lafferty (VF : Marie Martine) : Maybelle Carter
- Dan Beene (VF : Philippe Ariotti) : Ezra Carter (en)
- Clay Steakley (VF : Pierre Laurent) : W.S. 'Fluke' Holland (en)
- Johnathan Rice : Roy Orbison
- John Carter Cash : Bob Neal (non crédité)

## Production

### Genèse et développement
L'origine d'un film sur Johnny Cash remonte au début des années 1990 quand le chanteur tourne dans la série Docteur Quinn, femme médecin où il se lie d'amitié avec l'actrice principale Jane Seymour et son mari réalisateur James Keach. Johnny Cash suggère au cinéaste l'idée d'un film. Jane Seymour et James Keach commencent alors à compiler des interviews du chanteur pour développer un script. En 1997, Gill Dennis (en) a assez de contenu pour écrire un scénario. Mais le projet va rester au point mort. James Keach contactera finalement le réalisateur James Mangold, qui voulait absolument être impliqué dans le projet.
Plusieurs studios ont rejeté le projet : Sony, Universal Pictures, Focus Features, Paramount Pictures, Columbia et Warner Bros.[réf. nécessaire].

### Attribution des rôles
Johnny Cash a approuvé le choix de Joaquin Phoenix pour l'incarner notamment en raison de sa performance dans Gladiator (2000). June Carter Cash a quant à elle validé Reese Witherspoon. June et Johnny ne verront cependant pas le film avant leur décès.
Waylon Payne a initialement auditionné pour le rôle de Waylon Jennings. Très impressionné par sa prestation, le réalisateur James Mangold lui offre finalement le rôle de Jerry Lee Lewis. Waylon Jennings est finalement interprété par son propre fils, Shooter Jennings.
John Carter Cash, fils de June et Johnny Cash, apparait dans un petit rôle non crédité et officie comme producteur délégué.

### Tournage
Le tournage s'est déroulé du 28 juin au 3 septembre 2004 dans l'Arkansas, à Los Angeles et Santa Clarita en Californie, à Memphis et Nashville dans le Tennessee (notamment dans l'ancienne prison d'État du Tennessee) , ainsi que dans le Mississippi.

## Bande originale
| Liste des titres | Liste des titres         | Liste des titres | Liste des titres                    | Liste des titres | Liste des titres | Liste des titres | Liste des titres | Liste des titres | Liste des titres |
| No               | Titre                    | Auteur           | Interprètes                         | Durée            |                  |                  |                  |                  |                  |
| ---------------- | ------------------------ | ---------------- | ----------------------------------- | ---------------- | ---------------- | ---------------- | ---------------- | ---------------- | ---------------- |
| 1.               | Get Rhythm               | Johnny Cash      | Joaquin Phoenix                     | 2:26             |                  |                  |                  |                  |                  |
| 2.               | I Walk the Line          | Johnny Cash      | Joaquin Phoenix                     | 3:20             |                  |                  |                  |                  |                  |
| 3.               | Wildwood Flower          | traditionnel     | Reese Witherspoon                   | 2:31             |                  |                  |                  |                  |                  |
| 4.               | Lewis Boogie             | Jerry Lee Lewis  | Waylon Payne                        | 2:01             |                  |                  |                  |                  |                  |
| 5.               | Ring of Fire             | June Carter Cash | Joaquin Phoenix                     | 3:42             |                  |                  |                  |                  |                  |
| 6.               | You're My Baby           |                  | Johnathan Rice                      | 2:12             |                  |                  |                  |                  |                  |
| 7.               | Cry! Cry! Cry!           |                  | Joaquin Phoenix                     | 2:35             |                  |                  |                  |                  |                  |
| 8.               | Folsom Prison Blues      |                  | Joaquin Phoenix                     | 2:52             |                  |                  |                  |                  |                  |
| 9.               | That's All Right         |                  | Tyler Hilton                        | 1:46             |                  |                  |                  |                  |                  |
| 10.              | Juke Box Blues           |                  | Reese Witherspoon                   | 2:15             |                  |                  |                  |                  |                  |
| 11.              | It Ain't Me Babe         | Bob Dylan        | Joaquin Phoenix & Reese Witherspoon | 3:05             |                  |                  |                  |                  |                  |
| 12.              | Home of the Blues        |                  | Joaquin Phoenix                     | 2:40             |                  |                  |                  |                  |                  |
| 13.              | Milk Cow Blues           |                  | Tyler Hilton                        | 2:19             |                  |                  |                  |                  |                  |
| 14.              | I'm a Long Way from Home |                  | Shooter Jennings                    | 2:15             |                  |                  |                  |                  |                  |
| 15.              | Cocaine Blues            | Woody Guthrie    | Joaquin Phoenix                     | 2:50             |                  |                  |                  |                  |                  |
| 16.              | Jackson                  |                  | Joaquin Phoenix & Reese Witherspoon | 2:49             |                  |                  |                  |                  |                  |
| 41:38            |                          |                  |                                     |                  |                  |                  |                  |                  |                  |

De nombreuses chansons sont présentes dans le film mais absentes de l'album de la bande originale : 
1. Engine 143 – The Carter Family
2. Highway 61 Revisited – Bob Dylan
3. Didn't It Rain – Sister Rosetta Tharpe
4. Dark Was the Night, Cold Was the Ground – Blind Willie Johnson
5. Volksmusik Medley – Hans Glisha Orchestra
6. I Was There When It Happened – The Blackwood Brothers
7. Try Me One Time – Willie Nix
8. Ain't That Right – Eddie Snow
9. Boogie Blues – Earl Peterson
10. I Miss You Already – Faron Young
11. Defrost Your Heart – Charlie Feathers
12. Feelin' Good – Little Junior's Blue Flames
13. Bop Bop Baby – Wade and Dick
14. Rock With My Baby – Billy Riley
15. Rock N' Roll Ruby – Joaquin Phoenix
16. Fujiyama Mama – Wanda Jackson
17. She Wears Red Feathers – Guy Mitchell
18. Easy Does It – Lewis LaMedica
19. Hey Porter – Joaquin Phoenix
20. Candy Man Blues – Mississippi John Hurt
21. I Got Stripes – Joaquin Phoenix
22. Light of the Night – Werner Tautz
23. You Get To Me – Minnie and the Minuettes
24. Time's a Wastin' – Joaquin Phoenix and Reese Witherspoon
25. Ring of Fire – Reese Witherspoon
26. Cartoon World
27. Ghost Town/Poem For Eva – Bill Frisell
28. In the Sweet By and By
29. Long Legged Guitar Pickin' Man – Johnny Cash and June Carter
30. Rainy Day Women #12 & 35 – Bob Dylan

## Distinctions
- Prix de la meilleure actrice (Reese Witherspoon), lors des New York Film Critics Circle Awards 2005.
- Oscar de la meilleure actrice pour Reese Witherspoon et nomination à l'Oscar du meilleur acteur (Joaquin Phoenix), meilleur montage, meilleurs costumes et meilleur son (Paul Massey, Doug Hemphill, Peter F. Kurland et Donald Sylvester) en 2006.
- Nomination au prix du meilleur acteur (Joaquin Phoenix), meilleure actrice (Reese Witherspoon) et meilleur son, lors des BAFTA Awards 2006.
- Prix de la meilleure actrice (Reese Witherspoon) et de la meilleure bande originale de film, lors des Broadcast Film Critics Association Awards 2006.
- Golden Globe du meilleur film musical, meilleur acteur (Joaquin Phoenix) et meilleure actrice (Reese Witherspoon) en 2006.

## Éléments biographiques

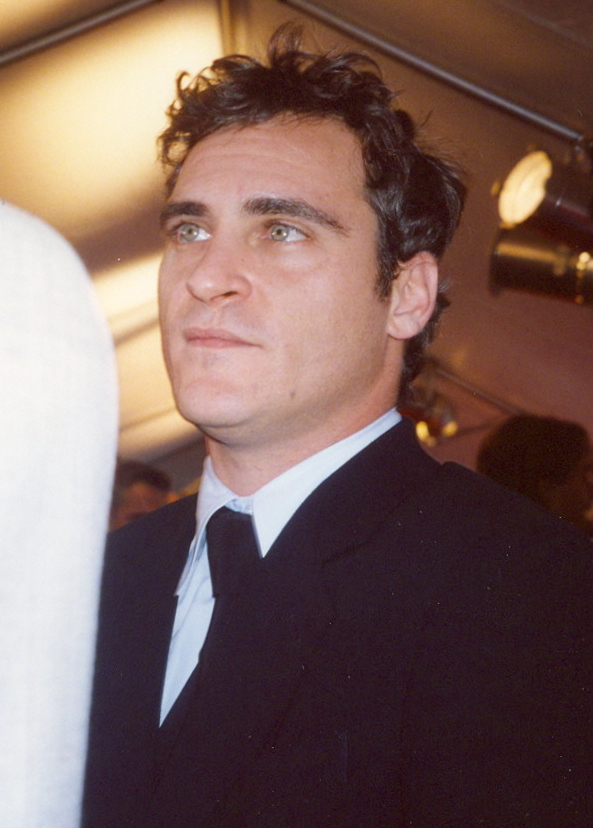
La tête d'affiche Joaquin Phoenix pour la présentation du film au TIFF 2005.

### Le premier morceau
Le premier morceau que Johnny Cash interpréta en studio n'était pas Folsom Prison Blues mais Hey Porter. Entre autres, Sam Phillips n'a pas véritablement remis en cause la croyance envers Dieu de John. Le fait est qu'il voulait entendre des morceaux de la plume de Cash. Ce que le producteur a eu grand peine à obtenir. Il lui a tiré les vers du nez. Donc, après avoir interprété plusieurs chansons dans un gospel qui n'était pas sien ou des reprises country qu'il affectionnait - « des morceaux d'Hank Snow, une chanson de Jimmie Rodgers, deux ou trois titres de la Carter Family » selon son autobiographie.
- Qu'as-tu écrit d'autre ? demanda Sam Phillips
- « Hey Porter », proposa Cash.
« Je n'en pensais pas grand-chose [...] » lance-t-il en parlant de « Hey Porter ». Mais « ça a fait l'affaire », selon ses propres dires. En revanche, au contraire de ce qu'on peut voir dans le film, l'enregistrement ne s'est pas fait dans l'immédiat, mais le lendemain.
Cash et ses musiciens jouèrent plusieurs chansons, très nerveux, ce qui engrangea de mauvaises prises en studio. Et au moment de se lancer dans l'interprétation de « Hey Porter », une prise fut bonne. Sam Phillips d'assurer alors qu'il allait en faire un single. Le premier de Johnny Cash. Deux semaines plus tard, il rendit sa copie de « Cry! Cry! Cry! », enregistrée en 35 prises, qui devint le deuxième titre du premier disque de l'Homme en Noir.

### Libertés sur l'histoire authentique
- Jack Cash, le frère aîné de John, n'est pas mort le jour même où il a eu son accident de scie circulaire mais sept jours plus tard.
- Johnny Cash et June Carter se rencontrent en 1955 puis semblent se voir régulièrement à partir de ce moment. En réalité, ils ne se sont plus vus avant 1961, lors du Big D Jamboree à Dallas.
- June Carter n'a pas épousé un champion de Stock-car comme dans le film mais un ancien footballeur, Edwin Lee Nix dit « Rip Nix », en 1957. Ils ont divorcé six ans plus tard.
- Vivian Cash a quitté Johnny non pas à cause des sentiments que ce dernier avait pour June Carter mais à cause de ses problèmes de drogues et d'alcool et surtout de ses infidélités.
- Johnny Cash n'a pas demandé June Carter en mariage dans un bus durant le trajet de nuit. En réalité, il lui a dit, lors de leur rencontre en 1955, qu'il l'épouserait un jour. À l'époque, la jeune chanteuse prenait cette déclaration pour une blague. En revanche, il le lui a bien demandé lors d'un spectacle à London (Ontario) le 22 février 1968.
- Dans le film, Johnny Cash se sort de ses problèmes de drogue en allant donner son concert à la prison de Folsom. En réalité, il a affirmé dans son autobiographie qu'il aurait eu une révélation lors d'une tentative de suicide par une nouvelle consommation. Il serait descendu dans une caverne pour mourir et aurait ressenti un « souffle de Dieu » qui l'aurait poussé à reprendre sa vie en main. Par la suite, June Carter et sa famille se sont installés dans sa maison pendant un mois pour l'aider à se désintoxiquer.

## À noter

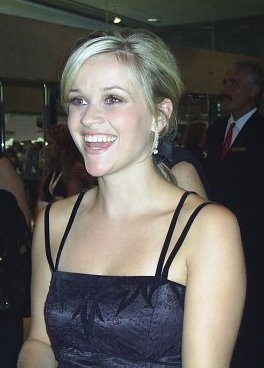
L'actrice Reese Witherspoon, également au TIFF 2005.

- Joaquin Phoenix et Reese Witherspoon eurent six mois de cours de chant avec le producteur T-Bone Burnett. Finalement, les deux acteurs interprètent eux-mêmes les chansons du film.
- Robert Patrick, qui interprète le père de Johnny Cash, a aussi joué le rôle du père d'Elvis Presley dans le téléfilm Elvis : Une étoile est née.
- Lorsque Joaquin Phoenix lit les lettres des détenus, on peut apercevoir le nom de Glen Sherley, clin d'œil à ce prisonnier qui a écrit une chanson pour Johnny Cash (chantée lors du concert à la prison de Folsom) qui l'aidera par la suite.